# Кёрлинг на зимних юношеских Олимпийских играх 2020
Кёрлинг на зимних юношеских Олимпийских играх 2020 года проходили в Палладиум де Шампери, Шампери, Швейцария с 10 по 22 января 2020 года.
Соревнования по кёрлингу были расширены, чтобы допустить к участию ещё восемь смешанных команд. В общей сложности 96 спортсменов из 24 стран участвовали в соревнованиях.

## Медальный зачёт

### Таблица
| Место          | Страна            | Золото | Серебро | Бронза | Всего |
| -------------- | ----------------- | ------ | ------- | ------ | ----- |
| –              | Смешанная команда | 1      | 1       | 1      | 3     |
| 1              | Норвегия          | 1      | 0       | 0      | 1     |
| 2              | Япония            | 0      | 1       | 0      | 1     |
| 3              | Россия            | 0      | 0       | 1      | 1     |
| Всего стран: 3 | Всего стран: 3    | 2      | 2       | 2      | 6     |

### Команды
| Games             | Золото                                                                     | Серебро                                                     | Бронза                                                                      |
| ----------------- | -------------------------------------------------------------------------- | ----------------------------------------------------------- | --------------------------------------------------------------------------- |
| Смешанные команды | Норвегия Лукас Хоэстмаелинген Грюнде Бураас Нора Остгард Ингеборг Форбрегд | Япония Такуми Маеда Момоа Табата Асэй Накахара Мина Кобаяси | Россия Валерия Денисенко Михаил Власенко Алина Фахуртдинова Николай Лысаков |
| Смешанные пары    | Смешанная команда · Лаура Наги · Натан Янг                                 | Смешанная команда · Хана Бейтон · Николай Лысаков           | Смешанная команда · Пей Джунханг · Вит Хабичовский                          |